# Poslední soud

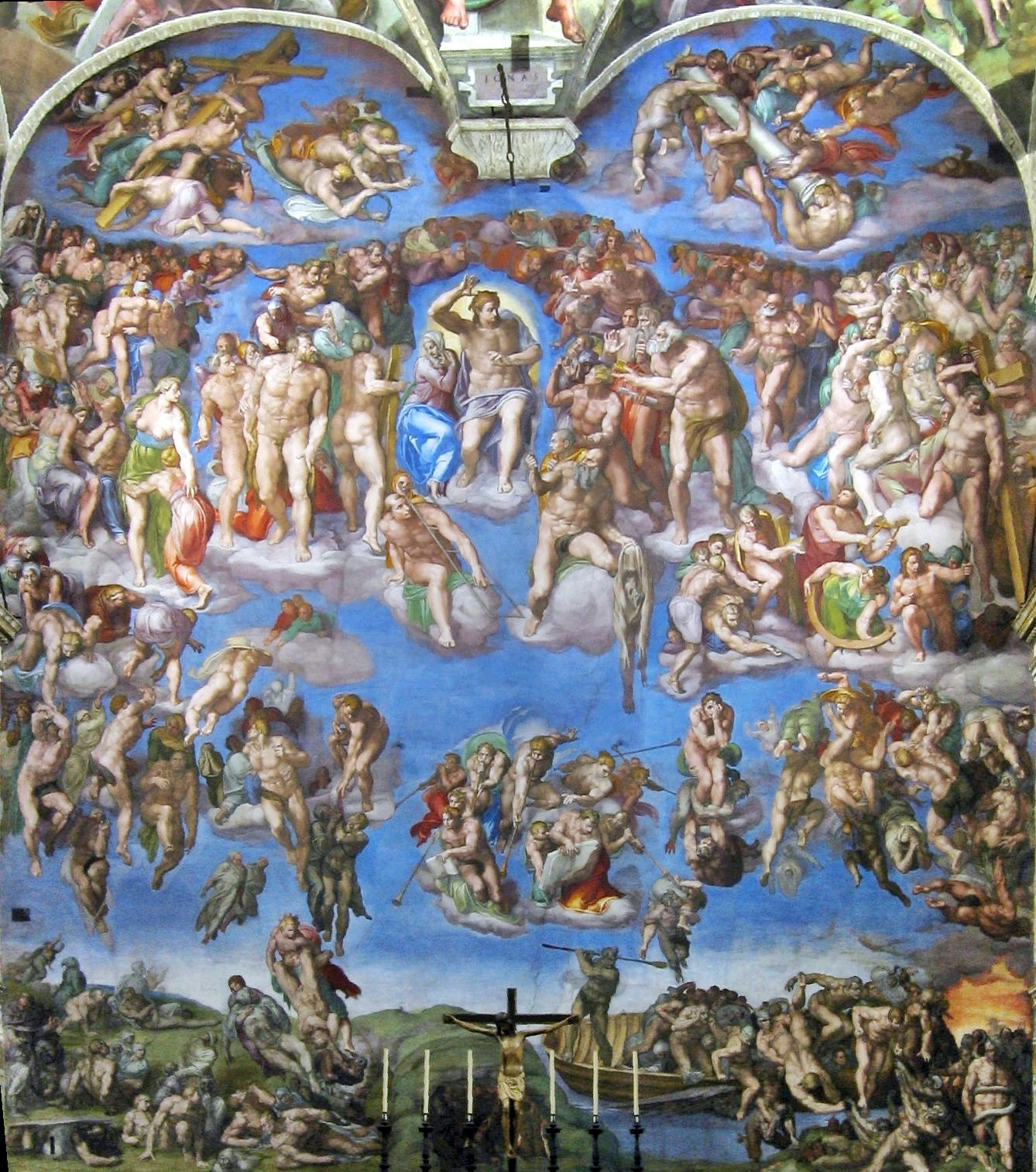
Poslední soud, Michelangelova freska ve vatikánské Sixtinské kapli (1534–1541)

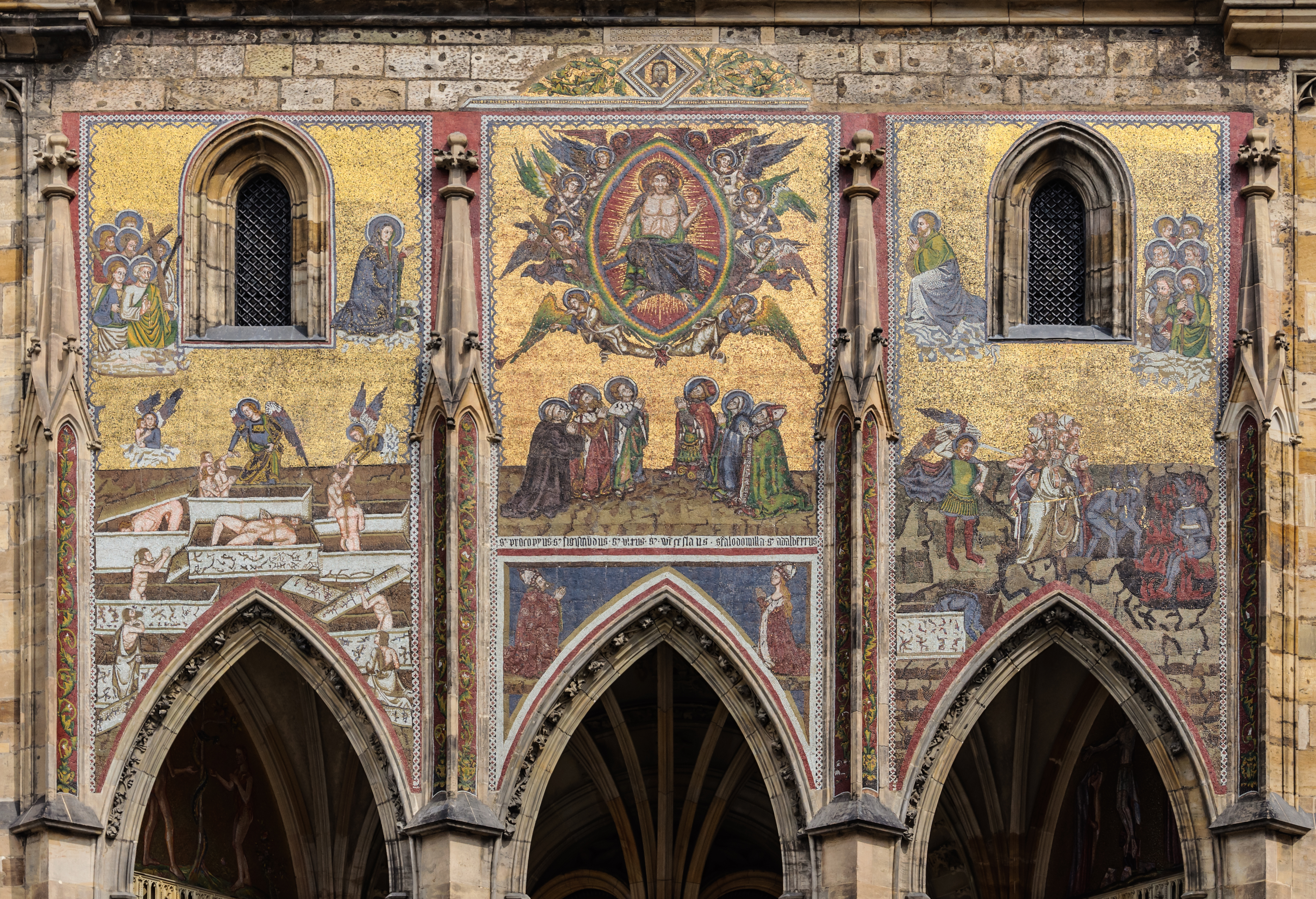
Tzv. Zlatá brána, jižní vstup do chrámu svatého Víta na Pražském hradě: mozaika s vyobrazením Posledního soudu (uprostřed Kristus-soudce, vlevo spasení, vpravo zatracení)

Poslední soud je v křesťanství soud nad lidmi, když nastane velký a slavný den Hospodinův. Pak by měl být každý člověk zvlášť souzen podle svého jednání na světě a jedni obdrží věčný život a druzí smrt v ohni. Poslední soud je známý také v dalších náboženstvích. Velký význam mu připisuje islám. V Koránu jsou muslimové nazýváni mj. „těmi, kteří věří v poslední soud“. V křesťanství a vůbec v abrahámovských náboženstvích jsou s posledním soudem spojeny apokalyptické představy. Poslední soud má být vyvrcholením dějin (proto lze o posledním soudu v pravém slova smyslu hovořit právě u náboženství s lineárním pojetím dějin a času).

## Charakteristika
Soudný den je většinou významných náboženských tradic považován za soud či rozsudek nad osudy lidských duší vynesený božstvem a bývá svázán s myšlenkou Nového světa nebo začátku. Opakují se vlny masového očekávání, které následuje těžké rozčarování a zklamání, když se v ohlášený termín nic nestane.
Soudný den je zmiňován v eschatologii mnoha náboženství. Často bývá spojován s nejrůznějšími výpočty a matematickými spekulacemi, které se odvíjejí od konkrétních dat.
V islámu je Bůh (arabsky Alláh) nazýván „vládce dne soudného“ (málik jou'mid-dím).

## V křesťanství
Boží soud je sice předpověděn do budoucna, ale je třeba a lze se na něj připravit již v tomto věku, jakkoli jako lidé nevíme, kdy přijde (Marek 13:32; Matouš 24:36). Reformace, zejména luterská, zdůrazňuje spasení na základě Boží milosti a ospravedlnění skrze oběť Ježíše Krista (spasení z milosti, sola gratia). Kalvinisté a radikální reformace kladou důraz také (nikoli výlučně) na skutky konané z víry (díky tomu luterská reformace měla výhrady proti epištole Jakubově).
Podobenství o posledním soudu (Matouš 25,31–46) hovoří o souzení na základě skutků milosrdenství vůči marginalizovaným a potřebným skupinám lidí.